# Taranga (étoffe)

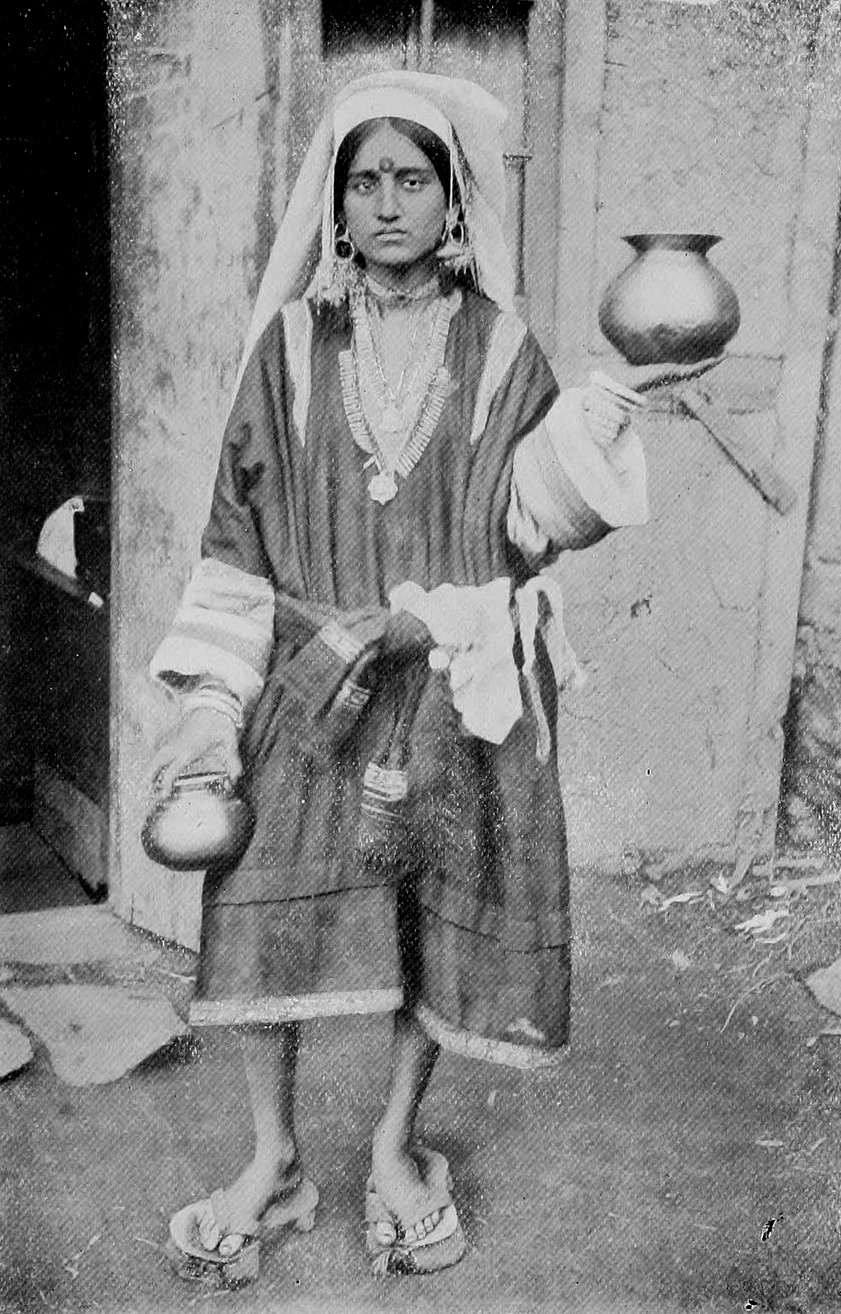
Femme Pandit portant un taranga sur la tête

Le Taranga ( Cachemire : تَرٕنٛگہٕ [tarɨngɨ]) est le foulard typique porté par les femmes kashmiri pandit (ou brahmane cachemirie) jusqu'à la fin des années 1960.
Son seul usage de nos jours est cérémoniel et, comme dans la tradition, c'est un élément caractéristique de la tenue de la mariée. 
Ce couvre-chef a une importance historique et mythologique notable, car il s'agit d'une récompense donnée par Jagatguru Adi Sankaracharya à la belle-fille de Brahma lorsque celle-ci a débattu de la doctrine de la shakti avec lui. Heureux de sa maîtrise du sujet, il lui a offert une calotte  appelée Taranga pour habiller sa tête. 
Avant l'arrivée du sari au Cachemire, presque toutes les femmes pandit du Cachemire portaient une taranga. Celle-ci a progressivement été abandonnée avec l'avènement des robes indiennes et occidentales. Après la migration massive de la vallée du Cachemire, les autres habits traditionnels subsistants sont le phéran et le dijhor.